# 50 Foot Wave

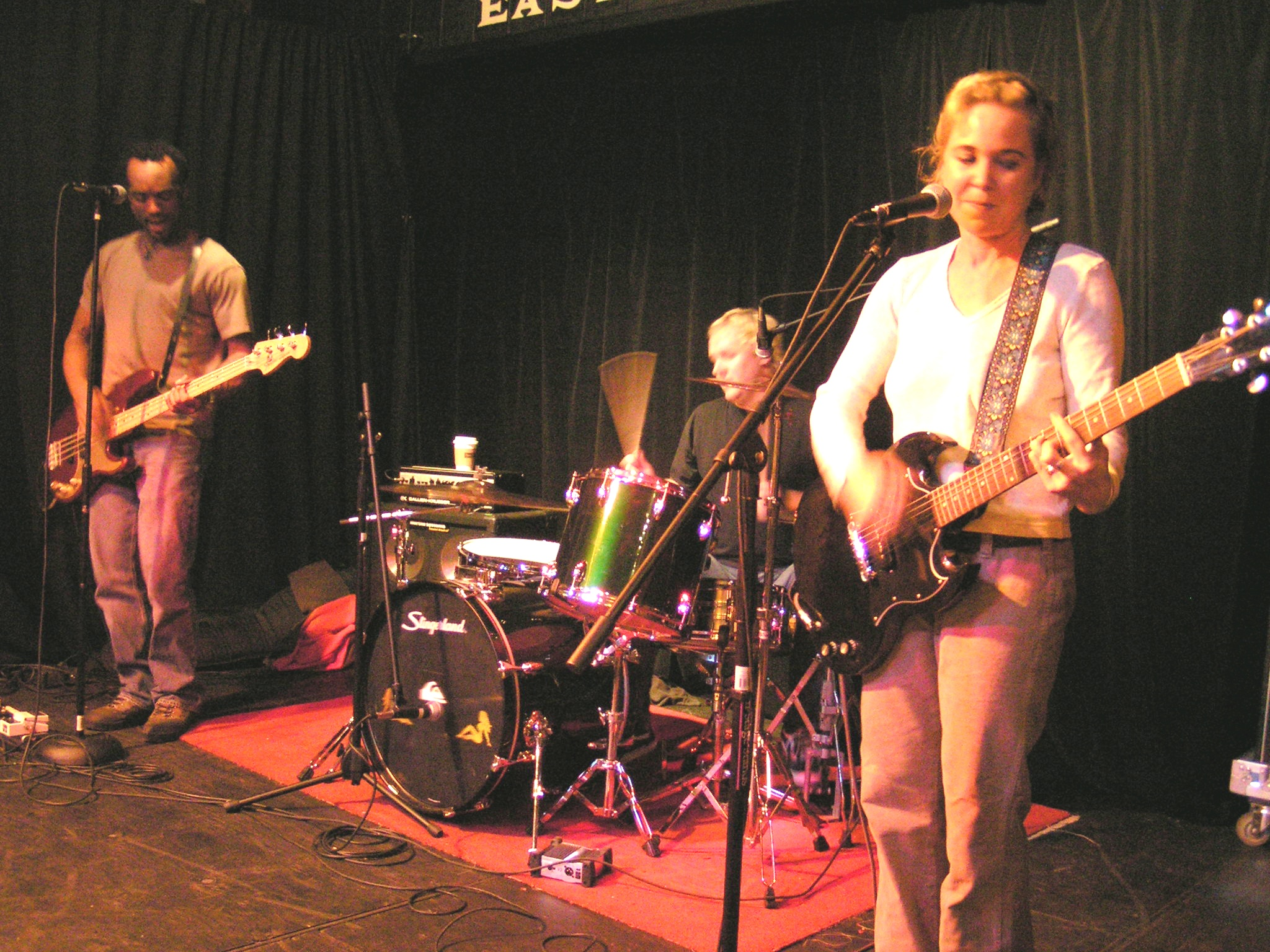
50 Foot Wave in 2004

50 foot wave  is een Amerikaanse alternatieve-rockband die is opgericht in 2003. 50 foot is een verwijzing naar de voor mensen de laagst hoorbare toon. Er zitten punk elementen in hun muziek.
50 Foot Wave bestaat uit:
- Kristin Hersh - zang, Gitaar
- Bernard Georges - bas
- Rob Ahlers -drums

## Discografie
- Live in Burbank (2004) (Oplage van 10 stuks)
- 50 Foot Wave (2004) (EP)
- Live In Seattle (2004) (Alleen verkrijgbaar via website)
- Golden Ocean (2005)
- Free Music ! (2006) (EP)
- Power + Light (2009) (EP)
- With Love from the Men's Room (2011) (EP)